# MYTONA
MYTONA는 모바일 부분 유료화 게임의 개발사이자 배급사이다.
MYTONA는 2012년 러시아 야쿠츠크 출신의 쌍둥이 형제 알렉세이, 아파나세이 우시니스키에 의해 설립되었다. 이 기업은 총 7곳의 사무소가 있다: 오클랜드 (뉴질랜드), 싱가포르, 이바노보, 블라디보스토크, 상트페테르부르크, 그리고 야쿠츠크의 2곳의 사무소.

## 역사
2005년에 게임 개발을 시작했다. 당시 두 형제는 아버지에게 첫 컴퓨터를 구매할 돈을 달라고 요청했다. 한 명은 코드를 짜고 다른 한 명은 디자인을 하며 2개월 후에 복시 곡시(Boxy Goxy)라는 게임을 개발했다.

## 게임
현재까지 5개의 게임이 출시되었다: 시커스 노츠, 쿠킹 다이어리, 레이븐힐, 리들사이드, 마나스톰: 아레나 오브 레전드, 아웃파이어, 프롭나이트.